# Odostomia navarettei
Odostomia navarettei är en snäckart som beskrevs av Baker, Hanna och Strong 1928. Odostomia navarettei ingår i släktet Odostomia och familjen Pyramidellidae. Inga underarter finns listade i Catalogue of Life.